# Феминистички социјални рад
Феминистички социјални рад је интеграција вредности, вештина и знања социјалног рада са феминистичком оријентацијом како би се помогло појединцима и друштву да превазиђу емотивне и социјалне проблеме који су резултат полне дискриминације.